# Cyanopepla bivulnerata
Cyanopepla bivulnerata är en fjärilsart som beskrevs av Augustus Radcliffe Grote och Robinson 1867. Cyanopepla bivulnerata ingår i släktet Cyanopepla och familjen björnspinnare. Inga underarter finns listade i Catalogue of Life.